# Cixius azopicava
Cixius azopicava är en insektsart som beskrevs av Hoch 1991. Cixius azopicava ingår i släktet Cixius och familjen kilstritar.
Artens utbredningsområde är Spanien. Inga underarter finns listade i Catalogue of Life.